# Ксоннё, Фредерик
Фредерик Ксоннё (фр. Frédéric Xhonneux; род. 11 мая 1983, Брюссельский столичный регион) — бельгийский легкоатлет, специалист по многоборьям. Выступал за сборную Бельгии по лёгкой атлетике в 2005—2013 годах, многократный победитель и призёр первенств национального значения, участник летних Олимпийских игр в Пекине.

## Биография
Фредерик Ксоннё родился 11 мая 1983 года в Брюсселе.
В 2003 году в первый раз одержал победу на чемпионате Бельгии в десятиборье.
Впервые заявил о себе в лёгкой атлетике на международном уровне в сезоне 2005 года, когда вошёл в состав бельгийской национальной сборной и выступил на нескольких крупных турнирах: в десятиборье стал четвёртым на молодёжном европейском первенстве в Эрфурте, занял 14-е место на чемпионате мира в Хельсинки, показал шестой результат на Играх франкофонов в Ниамее.
В 2006 году вновь выиграл бельгийское национальное первенство.
В 2007 году финишировал девятым в семиборье на чемпионате Европы в помещении в Бирмингеме, установив при этом свой личный рекорд в данной дисциплине — 5720 очков. В третий раз взял золото чемпионата Бельгии.
Благодаря череде удачных выступлений удостоился права защищать честь страны на летних Олимпийских играх 2008 года в Пекине, однако сошёл с дистанции во время бега на 400 метров и без результата досрочно завершил выступление.
После пекинской Олимпиады Ксоннё ещё достаточно долго оставался действующим спортсменом, хотя каких-то выдающихся результатов на международной арене больше не показывал. Так, в 2010 году он отметился выступлением на турнире TNT — Fortuna Meeting в Чехии, в 2011 и 2013 годах ещё дважды выигрывал чемпионаты Бельгии в десятиборье, а также стал пятым на Играх франкофонов в Ницце.